# Pacem, Dei munus pulcherrimum
 (mai 2018).
Si vous disposez d'ouvrages ou d'articles de référence ou si vous connaissez des sites web de qualité traitant du thème abordé ici, merci de compléter l'article en donnant les références utiles à sa vérifiabilité et en les liant à la section « Notes et références ».
Pacem Dei munus pulcherrimum est une encyclique du pape Benoît XV, datée du 23 mai 1920, consacrée au thème de la paix et de la réconciliation entre chrétiens.

## Contenu
Au premier plan de ses considérations, il voyait la nécessité d'une réconciliation entre des vainqueurs et vaincus de la Première Guerre mondiale. De là le sous-titre de cette encyclique : « sur la paix et la réconciliation chrétienne ». Son idée s'enracinait dans la pensée qu'une fois une guerre achevée, si on veut atteindre la paix il faut cesser de réprimer l'adversaire vaincu. Benoît XV, confiant dans le rôle de la diplomatie et dans la possibilité de réconciliation entre ennemis, croit ainsi en une possible évolution vers la paix universelle en surmontant la haine de l'autre et promeut l'idée d'une « Société des Nations ».
Il réfuta les considérations nationales des grandes puissances à l'idée de l'unité de tous les peuples : « Les peuples sont reliés entre eux par un lien naturel de dépendance mutuelle et de bienveillance mutuelle » (paragraphe 16). Toutes les créatures de Dieu sont une famille, les enfants de Dieu, et les frères et sœurs les uns d'avec les autres.
Cette idée d'union des peuples « en une seule masse », il l'appelle fœderatis nationibus, rejoint le concept actuel des Nations unies. Le pape promet à l'Église un soutien parfait et actif. En organisant et en établissant une telle institution, l'Église a la « merveilleuse capacité de connecter les gens, et pas seulement en matière de foi » (paragraphe 19). Cette association de peuples, qui représente la cause de la justice et de l'amour, il la conçoit comme « l'archétype parfait d'une société universelle » (ibid.).
Le concept de la communauté internationale a été développé par les papes Pie XII et Jean XXIII, dans la continuité d'une idée de Pie XI, qui avait placé son pontificat sous les principes directeurs de la paix du Christ. En 1963, Paul VI a explicitement reconnu la Déclaration des droits de l'homme des Nations unies. Le 4 octobre 1965, il a lui-même visité le siège des Nations unies.